# Ernesto "Titi" Rossi
Ernesto "Titi" Rossi (Guaminí, provincia de Buenos Aires, Argentina, 8 de diciembre de 1916 – 6 de mayo de 1985 ) cuyo nombre real era Ernesto Ovidio Rossi y tenía el apodo de Tití, fue un arreglista, bandoneonista, compositor y director de orquesta dedicado al género del tango. Integró, entre otras, las orquestas de Antonio Rodio, Francisco Rotundo y Héctor Varela y dirigió su propio conjunto además de las actuaciones como solistas. Como compositor se recuerdan especialmente el vals Así bailaban mis abuelos, la milonga Azúcar, pimienta y sal y el tango No me hablen de ella.

## Actividad profesional
Nació en una familia de músicos y recibió lecciones de su padre, que era director de orquesta, de modo que a los 10 años ya tocaba el violín y la trompeta, si bien más adelante se decidió por el bandoneón. A los 21 años viajó a Buenos Aires con su hermano Carlos, que era cantante, y a poco obtuvo trabajo como bandoneonista en la orquesta estable de Radio Belgrano, que dirigía Mario Maurano. En 1939 se unió a la orquesta de Nicolás Vaccaro para actuar en el Dancing Novelty y, más adelante, pasó a integrar como músico y orquestador la orquesta de Antonio Rodio para sus actuaciones en Radio El Mundo y Radio Splendid, donde compartía la fila de bandoneones con Luis Bonnat, Eduardo Rovira y Antonio Ríos. Por esa época se perfeccionó tomando lecciones de armonía, contrapunto, fuga e instrumentación con el maestro Gilardo Gilardi y concurría al Conservatorio Nacional de Música.
En 1941 comenzó como primer bandoneón en la orquesta de Edgardo Donato, con la que se presentó amenizando bailes y actuando en radioemisoras y locales nocturnos hasta 1944. Pasó entonces a desempeñarse como arreglista y primer bandoneón en la orquesta de Francisco Rotundo, donde permaneció once años. Para principios de los años cincuenta, además de grabar para Odeon, la orquesta actuaba con un notable éxito de taquilla en los principales locales nocturnos de Buenos Aires, incluidos el Café El Nacional, la llamada “Catedral del Tango” de la Avenida Corrientes y la Richmond de Suipacha, contando entre sus filas, además de Rossi, a bandoneonistas como Luis Stazo y Mario Abramovich y a cantores de la talla de Enrique Campos, Floreal Ruiz  y Julio Sosa.
Se desempeñó en 1956 como arreglista en la orquesta de Héctor Varela en tanto en forma paralela a su labor de intérprete era asesor musical de la editorial Perrotti, para la que hizo muchos arreglos especiales y sus variaciones para bandoneón. Llegó así a 1958 en que debutó con su propio conjunto, al que estaban incorporados los cantores Alfredo Dalton y Luis Correa, en Radio El Mundo, y actúan en confiterías como La Armonía de la avenida Corrientes, la Richmond de Esmeralda y la Novel, en locales de baile como el Palacio Güemes, Salón La Argentina, cabaré Marabú, en Radio Belgrano y en giras por el interior del país.
En 1960 viajó con el cantor Alberto Marino a Estados Unidos contratados por tres meses y permaneció ocho años actuando como solista y también acompañando, entre otras, a la orquesta que actúa en la comedia musical Off Broadway y también en el Auditorio de las Naciones Unidas. A su vuelta al país en 1968 se dedicó exclusivamente a la enseñanza y a realizar arreglos para Héctor Varela.
Falleció el 6 de mayo de 1985.

## Labor como compositor
Algunas de las composiciones de su autoría son Así bailaban mis abuelos, vals en colaboración con Héctor Varela y Silvio Soldán; la milonga Azúcar, pimienta y sal, en colaboración con Abel Aznar y Héctor Varela, posiblemente, su obra con mayor difusión; Bien bohemio, en colaboración con Juan Pomati sobre letra de Sara Rainer; Malvado, Me han prohibido quererte, sobre letra de Carlos Russo; Muchachos mi último tango, sobre letra de Justo Ricardo Thompson; Muñeca del Once, en colaboración con Juan Pomati sobre letra de Juan Manuel Mañueco; No me hablen de ella, tango sobre letra de Jorge Moreira, un gran éxito de Varela con la voz de Rodolfo Lesica, Pa’ que te oigan bandoneón, tango instrumental que le grabara Héctor Varela; Por qué me la nombran, sobre letra de Alfredo Dalton y Carlos Russo; y Siempre tu voz, en colaboración con Francisco Rotundo sobre letra de Juan Pomati.